# Char meets ???? 〜TALKING GUITARS〜
Char meets ???? 〜TALKING GUITARS〜（チャー・ミーツ ???? 〜トーキング・ギターズ〜）は、フジテレビNEXTで放送されている音楽番組。2003年12月13日放送開始。
ギタリストCharがホスト役を務め、毎回1人のゲストギタリストを招きギター共演が行われる。

## 番組内容

### 放送
- 不定期であるが、平均すると1～2ヶ月間隔である。
- #33が2013年12月21日初回放送分であるが、♯34は2016年1月23日放送分であった。
- 放送開始時はフジテレビ721（現フジテレビTWO）で放送。2009年4月以降フジテレビNEXTで放送。

### 構成
- セッション、トーク、ゲストが愛用しているギターの紹介。

### 収録場所
- Charやゲストのレコーディングスタジオで行われる。
- スティーヴ・ルカサーとリッチー・コッツェンの回はロサンゼルスで収録が行われた。

## ゲスト
#01. 布袋寅泰　（2003年12月13日）
#02. 奥田民生　（2004年2月7日）
#03. スティーヴィー・サラス - Stevie Salas
#04. スティーヴ・ルカサー - Steve Lukather
#05. リッチー・コッツェン - Richie Kotzen
#06. 山崎まさよし　
#07. 野村義男　
#08. 鮎川誠
#09. 仲井戸麗市　
#10. 忌野清志郎　
#11. 佐藤タイジ　
#12. 泉谷しげる　
#13. ムッシュかまやつ（2006年9月10日）
#14．ichiro（2007年2月25日）
#15．坂崎幸之助　（2007年4月13日）
#16．渡辺香津美（2007年5月11日）
#17．ジェイク・シマブクロ（2007年8月3日）
#18．土屋公平（2008年3月29日）
#19．マーティ・フリードマン - Martin "Marty" Adam Friedman（2008年7月12日）
#20．（special with） ジム・コウプリー - Jimmy Copley、ポール・ジャクソン - Paul Jackson
#21．ROLLY（2009年2月15日）
#22．押尾コータロー（2009年5月27日）
#23．NAOKI（2010年3月27日）
#24．石田長生（2011年11月21日）
#25．（special with） BAHO(石田長生、Char)、仲井戸麗市、山崎まさよし（2011年2月27日）
#26．森園勝敏（2011年8月16日）
#27．うじきつよし（2011年11月19日）
#28．山岸潤史（2012年1月22日）
#29．斉藤和義（2012年4月8日）
#30．Special Live with 仲井戸麗市、奥田民生、斉藤和義、山崎まさよし、野村義男（2012年12月9日）
#31．三宅伸治（2013年4月27日）
#32．MIYAVI（2013年8月3日）
#33．エディ藩（2013年12月21日）
#34．佐橋佳幸（2016年1月23日）
#35．鈴木茂（2018年1月20日）
#36．ウルフルケイスケ（2020年1月26日）
#37．山内総一郎（フジファブリック）（2021年12月5日）
#38．春畑道哉（TUBE）（2023年3月26日）

## オフィシャルブック
- 番組公式本として、「Char meets???? TALKING GUITARS～Char×ギタリスト対談集～」がVol.1とVol.2の2冊公刊されている[1]。